# Stadio El Gigante del Norte
Lo 'stadio El Gigante del Norte (in spagnolo: Estadio El Gigante del Norte) è un impianto sportivo di Salta, in Argentina. Ospita le partite interne del Gimnasia y Tiro di Salta ed ha una capienza di 24 300 posti.

## Storia
Lo stadio fu ristrutturato e ampliato nei primi anni '90, durante l'epoca d'oro del Gimnasia y Tiro. Il nuovo fu così inaugurato il 20 aprile 1994 con un'amichevole tra la Nazionale argentina e quella marocchina.
La tribuna stampa è attrezzata con 26 cabine per le emittenti televisive.